# Стефан Митров
Стефан Митров е български поп певец.

## Биография
Стефан Митров е роден на 16 юни 1973 г. в София. С музика се занимава от 1980 г. Хорист в детския хор „Бодра смяна“ до 1988 г. След завършване на гимназия постъпва в Естрадния отдел на Българска държавна консерватория, специалност „пеене“ в класа на професор Ангел Заберски. От 1990 до 1997 г. има сключен договор с „Шоу и варететни програми“ в София, където участията му наброяват 370. В този период осъществява 27 записа в БНР и БНТ. През 1995 г. осъществява първия си професионален запис – песента по музика на Димитър Гетов „Така дойдох, така ще си отида“, с която участва на фестивала „Златният Орфей“. През 1998 г. сключва договор с музикална компания „Милена рекърдс“, с която реализира четири албума и над 7000 концертни участия, а последният му албум е издаден през 2005 г. от Студио „Веселина“. Има десетки концертни участия в цяла Европа за българските общности. В репертоара си има песни на български, английски, италиански и руски език.
На 22 януари 2014 г. Стефан Митров гостува в предаването „Нощен Хоризонт“ на Програма „Хоризонт“ на БНР с водещ Снежана Георгиева – в продължение на два часа и половина звучат само и единствено песни в изпълнение на Митров. Слушателите на предаването са повече от възхитени и изразяват своята почит директно в ефир, а певецът ги слуша и им благодари. В същия ден водещата пише в своя статия на сайта на БНР за Митров: „Когато песента и любовта се прегърнат, хората са щастливи. Така може да се озаглави гостуването на Стефан Митров в „Нощен Хоризонт“. В края на предаването Стефан Митров заявява: „Щастлив съм, че се запознах с аудиторията на „Нощен Хоризонт“, щастлив съм, защото още веднъж доказах на себе си, че хората обичат хубавата музика, ценят я и могат да загърбят злобата, когато песента и любовта са с тях“.
На 16 април 2014 г. в НДК, Зала 1 се състои концерт–спектакълът на Стефан Мтров „Ще ти говоря за любов“, в който вземат участие симфоничен оркестър, биг-бенд и вокална група.
През 2023 г. Стефан Митров записва песента „Аз те рисувам“ (м. Иван Михайлов, т. Мария Мустакерска, ар. Пламен Велинов) по повод 50-годишния си юбилей. От няколко години певецът живее в Нидерландия.
През 2024 г. записва песента „Река без мост“, като ѝ осъществява и клип. Музиката и текстът са на Вида Пиронкова, аранжиментът – на Димитър Косев. Вокал е Снежана Петкова, оператор и режисьор – Николай Скерлев.
Най-известните песни от репертоара на Стефан Митров са: „Ще ти говоря за любов“, „Нещо повече от любов“, „Нашата есен“, „Сънувай“, „Сбогом завинаги“, „Загубих или спечелих“, „Когато свърши любовта“, „Любовта не угасва“. Дискографията на певеца съдържа 5 самостоятелни албума.
Стефан Митров има в репертоара си и фолклорни песни: „Станкиното лице, мамо“, авторската „Неродена мома“ и съвместната песен с квартет „Славей“ „Девойко мъри хубава“.

## Дискография

### Студийни албуми
| Година | Албум                   | Вид     | Издател           | Каталожен номер                   |
| ------ | ----------------------- | ------- | ----------------- | --------------------------------- |
| 1998   | „Към всички“            | MC      | Милена рекърдс    | 98009                             |
| 1999   | „Бохем“                 | MC и CD | Милена рекърдс    | MC: 99019; CD: MR 99007           |
| 2000   | „100 грама любов“       | MC и CD | Милена рекърдс    | MC: 200045 – 4; CD: MR 200022 – 2 |
| 2001   | „Ще ти говоря за любов“ | MC и CD | Милена рекърдс    | MC: 200122 – 4                    |
| 2005   | „Нещо повече от любов“  | CD      | Студио „Веселина“ |                                   |

## Конкурси и фестивали през годините
- 1989 – 1990 – печели конкурс за млади поп-изпълнители „Клуб естрада“, носител на наградата на публиката.
- 1995 – носител на специалната награда на „Рива Саунд“ на международния фестивал „Златният Орфей“.
- 1996 – лауреат на фестивала „Песен за Варна“.
- 1997 – лауреат на фестивала „Песен за Варна“.
- 1998 – лауреат на фестивала „Пирин фолк“.
- 1999 – носител на трета награда за изпълнител на международния фестивал „Ерато“ '99 в София.
- 1999 – лауреат на фестивала „Пирин фолк“.
- 2000 – диплом за почетен гост на международния фестивал „Славянски базар“ Витебск 2000 – Беларус.
- 2000 – носител на трета награда за песен и голямата награда на генералния спонсор на попфолк фестивала „Златен мустанг“ 2000 за изпълнение.
- 2000 – лауреат на фестивала „Пирин фолк“ и изпълнител на химна му.
- 2000 – номиниран за певец на годината.
- 2001 – лауреат на Международния фестивал „Гласът на Азия“ в Алма ата – Казакстан: специална награда на генералния спонсор и специална награда на Националното радио на Казахстан.
- 2001 – голямата награда на „Пирин фолк“ – Сандански на организатора – телевизия M Sat, за песен в дует с Диана.
- 2001 – лауреат на международния фестивал „Канцонета Малта“ – Ла Валета.
- 2001 – участва в два международни фестивала: „Златният мустанг“ – България и „Юнивърс телант“ – Прага, където печели трета награда.
- 2003 – печели втора награда за изпълнител на международния фестивал „Златен шлагер“ – Беларус.
- 2004 – специален гост на фестивала „Астана“, Казахстан.
- 2005 – лауреат на фестивала „Canzoni dal mondo“ – Салерно, Италия.
- 2008 – печели голямата награда на международния фестивал на Малтийската телевизия „Канцонета-Малта“.